# Barylypa caroliniana
Barylypa caroliniana är en stekelart som beskrevs av Dasch 1984. Barylypa caroliniana ingår i släktet Barylypa och familjen brokparasitsteklar. Inga underarter finns listade.